# Uroballus henicurus
Uroballus henicurus là một loài nhện trong họ Salticidae.
Loài này thuộc chi Uroballus. Uroballus henicurus được Eugène Simon miêu tả năm 1902.